# Ormyrus pomaceus
Ormyrus pomaceus är en stekelart som först beskrevs av Geoffroy 1785.  Ormyrus pomaceus ingår i släktet Ormyrus och familjen kägelglanssteklar. Enligt den finländska rödlistan är arten nära hotad i Finland. Arten är reproducerande i Sverige. Artens livsmiljö är lundskogar. Inga underarter finns listade i Catalogue of Life.